# تنغ لجاري (أمجز)
تنغ لجاري (بالفارسية: تنگ لجاری) هي منطقة سكنية تقع في إيران في قسم أمجز الريفي.